# Karuzi
Karuzi este un oraș din Burundi. Este reședința regiunii omonime.